# Diois
 (juillet 2011).
Si vous disposez d'ouvrages ou d'articles de référence ou si vous connaissez des sites web de qualité traitant du thème abordé ici, merci de compléter l'article en donnant les références utiles à sa vérifiabilité et en les liant à la section « Notes et références ».
Le Diois est une région naturelle et historique de France  située dans le département de la Drôme. Il fait partie des  Alpes françaises et constitue le bassin versant de la Drôme et de ses affluents (Roanne, Meyrosse, etc.)
Géographiquement, le Diois recouvre le sud du massif du Vercors et le nord de la Drôme provençale.
La capitale de cette région est la sous-préfecture de Die, au pied de la montagne de Glandasse, barrière rocheuse sud du Vercors, qui culmine à 2 041 mètres. Un tiers du territoire du Diois fait ainsi partie du parc naturel régional du Vercors.
Le Diois est aussi le nom d'une communauté de communes d'environ 10 000 habitants.

## Géographie

### Topographie
Le Diois est une région montagneuse de la vallée de la Drôme, massif des Alpes du sud, qui s'étend des environs de Saillans à l'ouest, jusqu'au col de Rousset au nord  (Vercors) et aux cols de Menée, de Grimone, et du col de Cabre sur le flanc est (Trièves et Dévoluy). Le Diois occupe la partie amont et centrale de la vallée de la Drôme. La rivière fait un large détour entre les communes de Saillans et Luc-en-Diois. Le Diois est dominé par la montagne de Glandasse, barrière sud de la réserve des hauts plateaux du Vercors. Les montagnes méridionales sont constituées par la forêt de Saoû dominée par les Trois Becs puis par les plateaux de Justin et de Solaure. Le haut Diois comporte plusieurs entités géographiques distinctes. De nombreuses rivières dont la vallée de la Roanne, plus gros affluent de la Drôme irriguent un territoire relativement enclavé dans le centre-est du département de la Drôme à la limite des Hautes-Alpes. L'accès le plus courant se fait à partir de la vallée du Rhône à l'ouest (Valence, Crest), puis par le col de Menée en direction de Grenoble, et de Cabre en direction de Gap ou Sisteron. Tous ces cols permettent de rejoindre la route de Grenoble à Sisteron l'ex N75.  Le plus haut sommet est le rocher Rond 2 456 m (Lus-la-Croix-Haute).

### Climat
Le Diois se situe à la frontière des Alpes et de la Provence, ce qui lui donne une grande diversité biologique. Le col de Rousset (altitude 1 367 mètres) porte d'entrée nord du Diois en venant du Vercors est considéré comme la frontière géographique et climatique entre Alpes du Nord et Alpes du Sud.
L'été est sec, les journées chaudes mais les nuits toujours fraîches. Sans parler des sommets enneigés tout l'hiver jusqu'au printemps (contreforts du Vercors : montagne du Glandasse, réserve naturelle des Hauts-Plateaux), dans le reste de la vallée l'hiver est froid et souvent neigeux, en particulier du côté du col de la Croix-Haute. L'été les températures peuvent monter jusqu'à 35 degrés et l'hiver descendre à -15 degrés.

## Histoire

Armes anciennes des comtes de Die : de gueules au château d'or,.

Armes des comtes de Die après la Première croisade : d'or à trois bourdons de pèlerin de sable.

Le Diois était jadis habité par les Vocontii, peuple gaulois romanisé de la province de Narbonnaise. La vaste cité des Voconces avait pour capitales, d'abord Luc-en-Diois, puis Dea Augusta Vocontiorum (actuelle Die) pour les peuples Voconces du nord, et Vaison pour les peuples du sud. Die en fut la capitale dès IIe siècle apr. J.-C. sous le nom Colonia Dea Augusta Vocontiorum. Les textes du VIe siècle lui donnent déjà le nom de civitas Diensis, cité du Diois.
Sous l'appellation de Dieniis tractus, c'était une petite province de l'ancienne France qui faisait partie du Bas-Dauphiné, et était située entre le Valentinois et le Gapençais.
Le testament d'Abbon, en 789, fait état de nombreuses possessions dans le pagus Diensis qui devint dès le Xe siècle un comté vassal des comtes de Toulouse, marquis de Provence. En 1125 la Provence est divisée en un Comté de Provence (au sud de la Durance), qui passe à la maison de Barcelone, et en un Marquisat de Provence, qui demeure dans la maison de Toulouse. Mais en 1189 les comtes de Toulouse donnèrent le Diois en fief à Aymar II de Poitiers, qui décida de le réunir au comté de Valentinois. Ce ne fut pas du goût des évêques-comtes de Die, qui disputèrent durant deux siècles la suprématie sur ce territoire aux comtes de Valentinois. L'ensemble fut rattaché comme fief au royaume de France en 1316. Puis le Diois fut incorporé en 1446 au Dauphiné, un apanage, avant que cet ensemble soit intégré au Domaine royal en 1461.
Le futur Louis XI, par son ordonnance de juillet 1447, crée deux grands bailliages et une sénéchaussée. Cette nouvelle organisation efface progressivement toute trace d'indépendance. Les évêques sont désormais sujets du roi.
En 1498, Louis XII, qui veut épouser Anne de Bretagne, demande au pape Alexandre VI d'intervenir. En contrepartie le pape obtient pour son fils César Borgia les titres de duc de Valentinois et comte de Diois.
Le climat d'hostilité de la population envers le pouvoir des « comtes-évêques » constitue un terreau propice à la pénétration des idées religieuses nouvelles. Dès le XIIe siècle, Pierre de Bruys, prédicateur issu d'un village situé aux confins de l'actuel département de la Drôme et des Hautes-Alpes, apporte un vent de contestation sur le train de vie du clergé. En 1522, le pasteur Guillaume Farel vient « prêcher la Réforme ». Il est fort bien accueilli. La quasi-totalité des chefs de famille, ainsi que des membres du clergé et des ordres religieux en place adhérent aux idées nouvelles. Après une série d'épisodes douloureux, avec la promulgation de l'édit de Nantes, Die sera choisie comme « place de sûreté ». La ville connaît une réelle période d'expansion tant sur le plan religieux qu'économique. La création d'une académie en 1604 amène à Die professeurs et élèves et étudiants venant de toute la province voire de l'étranger. L'académie protestante dispose d'une imprimerie. Mais avec le règne de Louis XIV, la situation se dégrade avec de nouvelles violences. Lors de la révocation de l'édit de Nantes, il ne reste dans la région que les protestants n'ayant pas pu se réfugier à l'étranger. Après cette période florissante, il faut attendre le XVIIIe siècle pour voir l'activité économique recouvrer un peu de dynamisme avec l'introduction du ver à soie, de la sériciculture ainsi que la filature de la soie.
La Révolution n'amène pas de grands bouleversements, la plupart des habitants adhérant à ses idées. Les bâtiments sont annexés par les autorités laïques. Cependant, la région reste longtemps à l'abri du progrès économique : le mauvais état des routes ne permet pas les échanges économiques. Il faut attendre le milieu du XIXe siècle pour envisager une amélioration du réseau de communications routières puis, plus tard, la construction de la voie de chemin de fer.
Après la Première Guerre mondiale, les villages continuent à se dépeupler.

## Activités
Le Diois est une région à vocation agricole. La plus connue est la viticulture pratiquée sur les coteaux en amont et en aval de Die, avec comme spécialité la clairette de Die. Outre cette activité, le Diois développe l'élevage ovin et caprin de qualité. De nouvelles productions se développent autour de la culture et de la transformation de plantes aromatiques dont la lavande est la plus connue. La production bio est largement pratiquée et cette région (25 % de la production drômoise) bénéficie d'un label de qualité. Le label Biovallée lui est d'ailleurs attribuée.
Le tourisme est un apport non négligeable pour la région, ce qui lui permet de garder des infrastructures : hôpital, lycée, transport en commun (rail et route) ainsi qu'un commerce vivant et attractif.

### Terroir
- la clairette de Die, vin pétillant, AOC depuis 1942.
- le Crémant de Die, vin brut, AOC depuis 1993.
- le Coteau de Die, vin blanc sec, AOC depuis 1993.
- le Châtillon en Diois Rouge et Rosé et le Châtillon en Diois Blanc, AOC depuis 1975.
- Huile essentielle de lavande de Haute-Provence AOC
- l'élevage ovin et caprin avec pratique de la transhumance, viande AOC Agneau des Préalpes ou Agneau des Adrets
- la production du fromage picodon.
- la charcuterie régionale.
- l'artisanat (poteries, peintures).

### Tourisme
D'une manière générale, la région cherche à développer le tourisme vert (l'eau, l'air, la roche) et ses nombreuses activités sportives sous-jacentes, ainsi que l'aspect culturel.
Toutes les activités de plein air peuvent y être pratiquées : randonnée à pied, à vélo, à VTT, à cheval, avec un âne, escalade, canyoning, canoë-kayak, ski, raquettes, parcours aventure dans les arbres, via ferrata, parapente, spéléologie, etc.
- La Bâtie-des-Fonds, source de la Drôme.
- Châtillon-en-Diois, village médiéval et village botanique de la Drôme.
- Col du Rousset, station de ski située sur la commune de Saint Agnan en Vercors dominant Die
- Die, ville historique, via ferrata.
- Glandage et ses curiosités naturelles.
- Luc-en-Diois, village historique et où l'on peut découvrir le site du Claps.
- Lus la Croix Haute, station de ski massif du Dévoluy
- La Motte-Chalancon, village médiéval.
- Pontaix, village médiéval.
- Saillans, village historique.
- Saint-Benoit-en-Diois, village perché, et gorges de la Roanne.
- Valdrôme, station de ski.
- Vercheny et sa route de la clairette, parapente.